# Samuel Goldflam

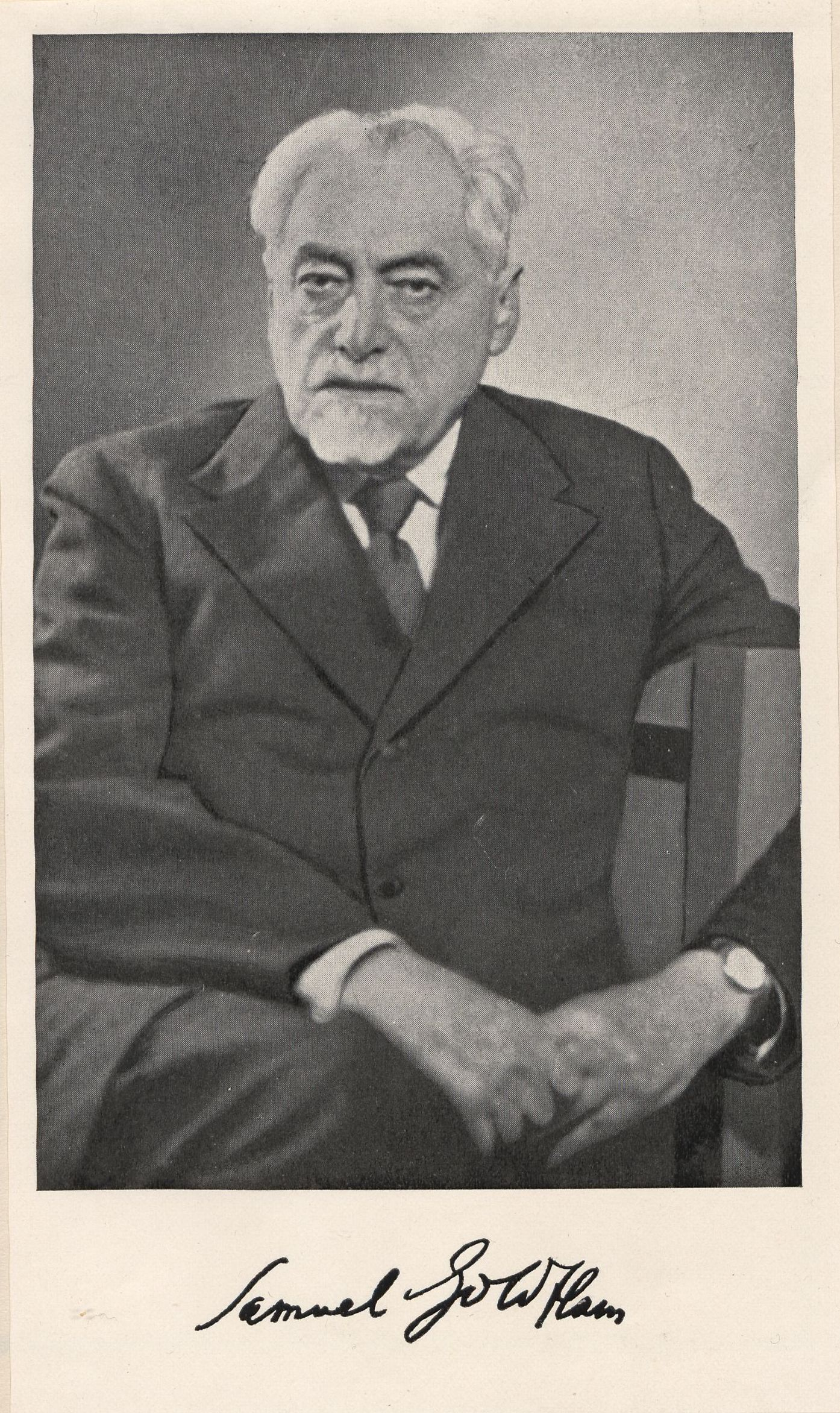
Samuel Goldflam

Samuel Goldflam (* 15. Februar 1852 in Warschau; † 26. August 1932 ebenda) war ein polnischer Neurologe.

## Leben und Wirken
Goldflam stammte aus einer jüdischen Warschauer Familie und studierte von 1869 bis 1875 Medizin an der damaligen kaiserlich-russischen Universität Warschau. Im Jahre 1876 promovierte er an der Universität Warschau, arbeitete dann bei Wilhelm Lambl in Warschau. Nach Studienreisen nach Berlin (Hospitation bei Carl Friedrich Otto Westphal) und Paris (bei Jean-Martin Charcot) eröffnete er in Warschau das Sanatorium Zofiówka, eine Klinik für bedürftige jüdische Kranke. 
Die Myasthenia gravis ist auch als Erb-Goldflam-Krankheit benannt.

## Schriften (Auswahl)
Aufsätze
- Zur Frage der Cystenbildung an der Cauda equina nebst Beitrag zu den cerebralen und rezidivierenden spinalen subarachnoidealen Blutungen. In: Deutsche Zeitschrift für Nervenheilkunde, Jg. 85 (1925), S. 47–85, ISSN 0367-004X
- Beitrag zur Symptomatologie des Schläfenlappenabszesses. In: Deutsche Zeitschrift für Nervenheilkunde, Jg. 90 (1926), S. 38–100, ISSN 0367-004X
- Über Rückenmarkssyphilis. In: Wiener Klinik, Bd. 19 (1893), Heft 2/3, S. 41–96, ISSN 1013-3550

Sachbücher
- Die diagnostische Bedeutung des Rossolimoschen Reflexes bei Erkrankungen des Zentralnervensystems. Eine klinisch-anatomische Studie (Abhandlungen aus der Neurologie, Psychiatrie, Psychologie und ihren Grenzgebieten; Bd. 56). S. Karger Verlag, Berlin 1930.